# Commersonia corylifolia
Commersonia corylifolia är en malvaväxtart som först beskrevs av Robert Graham, och fick sitt nu gällande namn av C.F.Wilkins och Whitlock. Commersonia corylifolia ingår i släktet Commersonia och familjen malvaväxter. Inga underarter finns listade i Catalogue of Life.